# Mejlans kyrka

Mejlans kyrka är en kyrkobyggnad i stadsdelen Mejlans i Helsingfors.

## Kyrkobyggnaden
Kyrkan byggdes i tegel efter ritningar av arkitekt Markus Tavio och invigdes den 7 februari 1954. Kyrkan används av en finsk församling och av Tomas svenska församling.

## Inventarier
- Ursprungliga lampor, altarkandelabrar samt dopskål är utformade av Paavo Tynell.
- Nattvardsredskapen är designade av Birger Gardberg.
- Kyrkans orgel är gjord av orgelbyggeri Marcussen & Søn 1959 och den har 40 stämmor.